# Escuadrones de la muerte (Guatemala)
El término escuadrones de la muerte suele referirse a un grupo armado militar, policial, paramilitar o escuadrón terrorista que participa en asignaciones extrajudiciales y que llega a forzar desapariciones de personas como parte de campañas de guerra y de terror. En el caso de Guatemala estos escuadrones actuaron originalmente junto con el ejército del país en el asesinato de opositores, líderes sindicales y como método para causar el pánico en la población civil. 
Con el fin de la guerra civil, algunos activistas han denunciado la aparición de estos escuadrones en ciertas zonas del país.

## Historia
Los asesinatos extrajudiciales y la represión militar son un fenómeno histórico en Guatemala. La larga historia del país de utilizar grupos paramilitares para controlar a la oposición política adquirió un carácter más organizado, más extendido y más mortífero en la última parte del siglo XX, cuando los escuadrones de la muerte, como Mano Blanca, trabajaron directamente con los militares y la oligarquía para suprimir la
movilización política. Esos escuadrones de la muerte gozaron de impunidad en sus actos y raramente fueron juzgados.
Los escuadrones de la muerte se volvieron particularmente activos durante la guerra civil, asesinando a líderes políticos, sindicales, indígenas y estudiantes en lo que se decía ser unidades anticomunistas, e intencionalmente aterrorizaban a la sociedad civil. Los escuadrones de la muerte eran usualmente percibidos como instrumentos del estado para generar terror. Usualmente independientes de las fuerzas de seguridad establecidas por el estado, estas unidades paramilitares clandestinas eran capaces de obtener apoyo de manera no oficial de las capacidades de inteligencia y logística de las fuerzas institucionales del estado. Muchos de los organizadores de los escuadrones de la muerte también eran oficiales del ejército.  En el campo los militares crearon las Patrullas de Autodefensa Civil, con un millón de miembros, que llevaron a cabo en nombre de los militares, o a nombre propio, abusos de
derechos humanos en gran escala. 
En la actualidad está resurgiendo la actividad de los escuadrones de la muerte, pero de manera diferente comparada con la infame Mano Blanca. De hecho, los cuerpos clandestinos o poderes paralelos, como se les conoce hoy, tienen un amplio mandato. Un autor apunta que “son una consecuencia de las estructuras establecidas para perpetrar atrocidades durante la guerra y su alineación con algunas fuerzas políticas les permite una impunidad prácticamente garantizada, lo que facilita que a estas redes se les active ocasionalmente para ofrecer servicios con fines políticos, criminales, así como financieros”*33*. De hecho, un periodista investigativo informa: “En Guatemala, el Departamento de Operaciones Anti-Narcóticos (el equivalente local al Drug Enforcement Administration de los Estados Unidos) tuvo que ser desmantelado en noviembre de 2002, después de que investigadores encontraron que 320 de sus funcionarios estaban en la nómina de delincuentes locales”.